# ORP Wilia

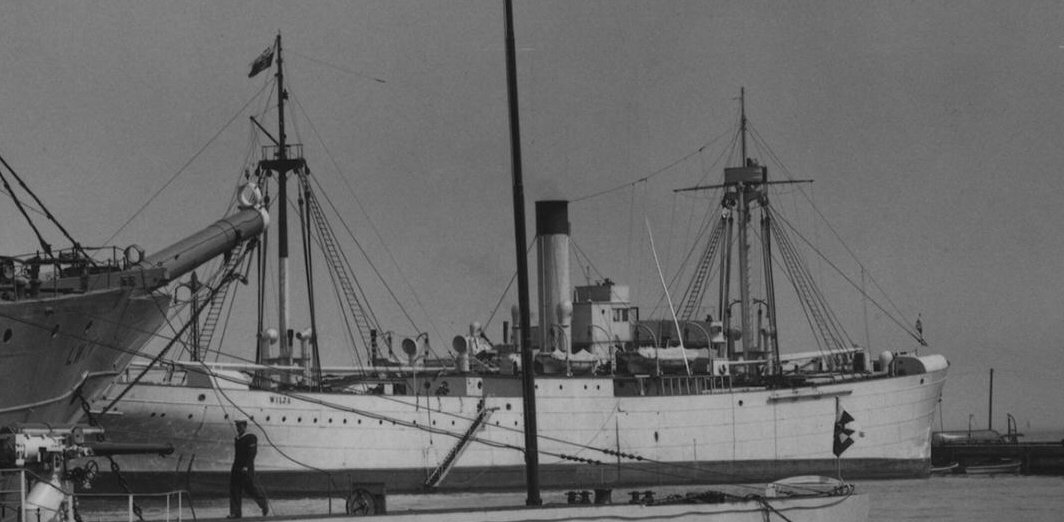
ORP „Wilja” w 1932 roku

ORP Wilia (pierwotnie Wilja) – okręt transportowy i szkolny polskiej Marynarki Wojennej w okresie międzywojennym, następnie polski statek SS Modlin. Zbudowany w 1906 w Niemczech, służył początkowo w Niemczech jako frachtowiec, pod nazwami Ganelon, Hilda Horn, Tinos, następnie we Francji jako Le Bourget i Laurent Schiaffino. W 1925 roku został zakupiony przez Marynarkę Wojenną. Od 1940 roku przekazany Polskiej Marynarce Handlowej jako „Modlin”, pływał w konwojach atlantyckich. Po wycofaniu z eksploatacji, został samozatopiony 8 czerwca 1944 podczas operacji desantowej w Normandii jako część falochronu sztucznego portu inwazyjnego.

## Budowa i wczesna służba
ORP „Wilia” został zbudowany w 1906 w stoczni Flensburger Schiffbau-Gesellschaft we Flensburgu w Niemczech jako frachtowiec, pod nazwą „Ganelon” (statkiem bliźniaczym był „Haimon”). Wszedł do eksploatacji u armatora Roland Linie AG, z portem macierzystym Brema.
Statek miał kadłub stalowy o konstrukcji nitowanej, posiadał dwa pokłady ciągłe i cztery ładownie. Pojemność po wybudowaniu wynosiła 3578 BRT. Architektura statku była klasyczna dla tego okresu, z centralną, mało rozbudowaną wyspą nadbudówek i pojedynczym cienkim kominem na śródokręciu, odprowadzającym spaliny z siłowni znajdującej się poniżej. Dziobnica była pionowa, rufa z dużym nawisem. Napęd stanowiła 3-cylindrowa maszyna parowa potrójnego rozprężania własnej produkcji stoczni, o mocy indykowanej 1350 KM, napędzająca jedną śrubę. Parę zapewniały dwa kotły.
W 1907 armatorem został H.C. Horn i zmieniono nazwę statku na „Hilda Horn” (port macierzysty Lubeka). W 1911 został sprzedany Deutsche Levante Linie z siedzibą w Hamburgu i pływał odtąd na linii śródziemnomorskiej jako „Tinos”. Po wybuchu I wojny światowej statek został w sierpniu 1914 internowany w Pireusie. We wrześniu 1916 został zarekwirowany przez wojska francuskie, które wkroczyły do Grecji, po czym przejęty jako zdobycz przez Francję. Służył następnie jako transportowiec wojenny pod nazwą „Le Bourget”. Po wojnie statek został wystawiony na sprzedaż, lecz dopiero w 1922 kupił go francuski armator Charles Schiaffino (towarzystwo Societe Algerienne de Navigation pour l'Afrique du Nord). Statek otrzymał nazwę „Laurent Schiaffino”, z portem macierzystym Algier. Nosił on nazwę wymalowaną dużymi literami na śródokręciu, a kadłub malowany był w tym okresie na kolor czerwony.

## Służba w polskiej Marynarce Wojennej

### 1925–1938
W 1925 statek został zakupiony przez polską Marynarkę Wojenną jako transportowiec, przy udziale finansowym Departamentu Żeglugi Powietrznej, głównie na potrzeby transportu kupowanych w tym czasie dużych partii samolotów wojskowych z Francji. „Laurent Schaffiano” został wybrany spośród kilku ofert przez komisję pod kierownictwem kmdra por. Mieczysława Burhardta. Po remoncie i adaptacji w stoczni Forges et Chantiers de la Gironde w Harfleur, komisja odebrała statek 26 maja 1925 roku. W toku adaptacji m.in. utworzono pomieszczenia załogowe i wykładowe w międzypokładziu czwartej ładowni oraz zamontowano dwie podstawy pod uzbrojenie. Uzbrojenie stanowiły dwie armaty kalibru 75 mm wz. 97, przechowywane w czasie pokoju w magazynie okrętowym, i dwa karabiny maszynowe kalibru 7,92 mm wz. 08. Koszt zakupu wynosił 3 miliony franków, a koszt adaptacji 1,3 miliona franków. 
Polską banderę podniesiono na okręcie 8 sierpnia 1925 w Cherbourgu we Francji z udziałem ambasadora Polski Chłapowskiego. Był wówczas największą jednostką Marynarki Wojennej i w ogóle największą jednostką pływającą pod polską banderą, wliczając cywilne. Pierwszym dowódcą został kmdr por. Burhardt. Okręt otrzymał nazwę „Wilja” od rzeki na Litwie. Po reformie ortografii w 1936 zmieniono pisownię nazwy geograficznej na „Wilia”. Pierwszy raz ORP „Wilia” przypłynęła do Wolnego Miasta Gdańska ze sprzętem wojennym dla Polski 8 października 1925. W późniejszym czasie dowódcą został kmdr Czesław Petelenz. 24 maja 1927 „Wilia” dostarczyła pierwszy raz transport broni do polskiej składnicy tranzytowej Westerplatte, a 21 czerwca 1927 przetransportowała do Polski trumnę z prochami Juliusza Słowackiego.
Początkowo jednostkę wykorzystywano do regularnych transportów broni i sprzętu z Francji do Polski, w tym samolotów, armat, czołgów i amunicji, z maksymalną intensywnością co dwa tygodnie, wraz z mniejszym transportowcem „Warta”. W 1928 przeklasyfikowano ją na okręt szkolny. Przeprowadzano na niej pływania kandydatów na podchorążych oraz praktyczne szkolenia podchorążych po drugim roku nauki, a w przypadku wydziału technicznego oraz administracyjnego Szkoły Podchorążych Marynarki Wojennej po pierwszym roku. 2 lipca 1928 pod dowództwem kmdra por. Adama Mohuczego „Wilia” odbyła pierwszy zagraniczny rejs szkolny do Bergen. W 1932 odbyła rejs szkolny do Cherbourga, lecz w drodze powrotnej uszkodziła lekko dno na mieliźnie. W związku z konfliktem w stosunkach z Wolnym Miastem Gdańsk, 6 marca 1933 „Wilia” dostarczyła 120 żołnierzy (dwie kompanie), jako demonstrację czasowo wzmacniającą załogę Westerplatte.  Od 17 marca względnie od 1 kwietnia 1933 do 15 lipca 1935 dowódcą jednostki był kpt. następnie kmdr ppor. Aleksander Hulewicz. W końcu września 1935  ORP „Wilia” przywiozła ze Szwecji do Gdyni cztery armaty kalibru 152,4 mm, zakupione w firmie Bofors dla najcięższej polskiej baterii budowanej w Helu, zwanej później baterią im. Heliodora Laskowskiego. Od 1936 „Wilia” przewoziła także polskie materiały dla budowanych za granicą okrętów („Błyskawica” i „Gryf”). W kwietniu i maju 1937 dwukrotnie ewakuowała uchodźców politycznych z polskiej ambasady w Walencji, z ogarniętej wojną domową Hiszpanii.

### 1939 i II wojna światowa
Tuż przed wybuchem II wojny światowej, 6 lipca 1939 „Wilia” wypłynęła w rejs szkolny z podchorążymi na Atlantyk (planowany na Morze Śródziemne), pod dowództwem komandora Wojciecha Franckiego. W związku z awariami cieknących kotłów, 30 lipca okręt zawinął do portu w Casablance w Maroku, będącym francuskim protektoratem. Dołączył tam również żaglowiec szkolny ORP „Iskra”. Tam też „Wilię” zastał wybuch wojny 1 września. 13 września „Wilia” została lekko uszkodzona na skutek pożaru po wybuchu w porcie stawiacza min „Pluton”; rannych przy tym zostało kilku polskich marynarzy, którzy także brali udział w akcji ratunkowej. Wkrótce potem na okręcie zainstalowano etatowe uzbrojenie w postaci dwóch dział kalibru 75 mm. W październiku 1939 na polecenie francuskie okręt przeprowadzono wspólnie z „Iskrą” do Port Lyautey w górnym biegu rzeki Sebou w Maroku, gdzie 18 października opuszczono na okrętach bandery, a członkowie załogi i podchorążowie zostali ewakuowani do Francji. Na okrętach pozostawiono tylko trzyosobowe załogi szkieletowe. W czasie postoju „Wilia” osiadła na mieliźnie, z której została zdjęta 1 lipca z pomocą francuskich holowników.
Polska Marynarka Wojenna nie potrzebowała w tym okresie transportowca, w przeciwieństwie do Polskiej Marynarki Handlowej, która nie mogła uzyskać nowych statków, więc 22 maja 1940 Kierownictwo Marynarki Wojennej odstąpiło transportowiec spółce akcyjnej Żegluga Polska (w dzierżawę za symboliczne 1 zł). Mimo podpisania przez Francję zawieszenia broni z Niemcami, udało się uzyskać zgodę francuskich władz kolonialnych na wyjście obu okrętów do 3 lipca 1940 i „Wilia”, pod dowództwem kapitana żeglugi wielkiej Mikołaja Deppisza, z prowizorycznie skompletowaną załogą, dotarła 5 lipca wraz z „Iskrą” do Gibraltaru. Przy tym, ewakuowano z Maroka ok. 200 polskich pasażerów, głównie lotników, którzy znaleźli się tam po klęsce Francji. Pomiędzy 7 a 17 lipca „Wilia” z 262 osobami załogi i pasażerów na pokładzie, z małą prędkością z uwagi na awarie cieknących kotłów (uszczelnianych prowizorycznie mąką ziemniaczaną), przez większość drogi samotnie, ryzykując napotkanie okrętów podwodnych, przeszła do Liverpoolu w Anglii.

## Służba w Polskiej Marynarce Handlowej
30 lipca 1940 jednostkę przekazano armatorowi – Żegludze Polskiej, i otrzymała ona nazwę „Modlin”. 19 sierpnia dowództwo przejął kapitan ż.w. Bohdan Gawęcki. Statek został skierowany do remontu w Manchesterze, który ukończono dopiero 1 lipca 1941, po czym „Modlin” wszedł w czarter brytyjskiego Ministerstwa Transportu Wojennego (Ministry of War Transport).
Z uwagi na wiek i zużycie, pomimo remontu „Modlin” sprawiał duże problemy eksploatacyjne i większość rejsów kończył pobytem w stoczni. Jego własności żeglugowe także nie były najlepsze na zimowe atlantyckie sztormy; statek ciężko pracował na falach i doznawał uszkodzeń od fal, zalewane też były pomieszczenia załogowe. 16 lipca 1941 wyszedł w pierwszy rejs w konwoju do Kanady. Po remoncie maszyny w St. John's, we wrześniu statek przybył do Anglii z ładunkiem 4500 ton rudy. 30 października ponownie wyruszył do Kanady i dopiero w styczniu 1942 powrócił z ładunkiem celulozy. Następnie pływał w konwojach przybrzeżnych na wodach brytyjskich. W czerwcu-lipcu i sierpniu-październiku odbył kolejne dwa rejsy w konwojach do Kanady i z powrotem. 4 sierpnia 1942 kapitanem statku został kapitan ż.w. Bolesław Mikszta, którego 20 listopada ponownie zamienił Bohdan Gawęcki. Od listopada do kwietnia 1943 statek przebywał na dłuższym remoncie w Newport. 19 kwietnia 1943 „Modlin” wyszedł z konwojem, lecz musiał zawrócić w celu napraw. Odbył w końcu jeszcze jeden konwój atlantycki do Kanady i z powrotem (w międzyczasie został w Kanadzie uszkodzony w kolizji z holownikiem „George A. Wallace”). Po ostatnim konwoju przybrzeżnym z Grimsby do Loch Tyne w październiku 1943, zakończonym awarią, w listopadzie wyłączono statek z eksploatacji i odstawiono na redzie Inveraray. 

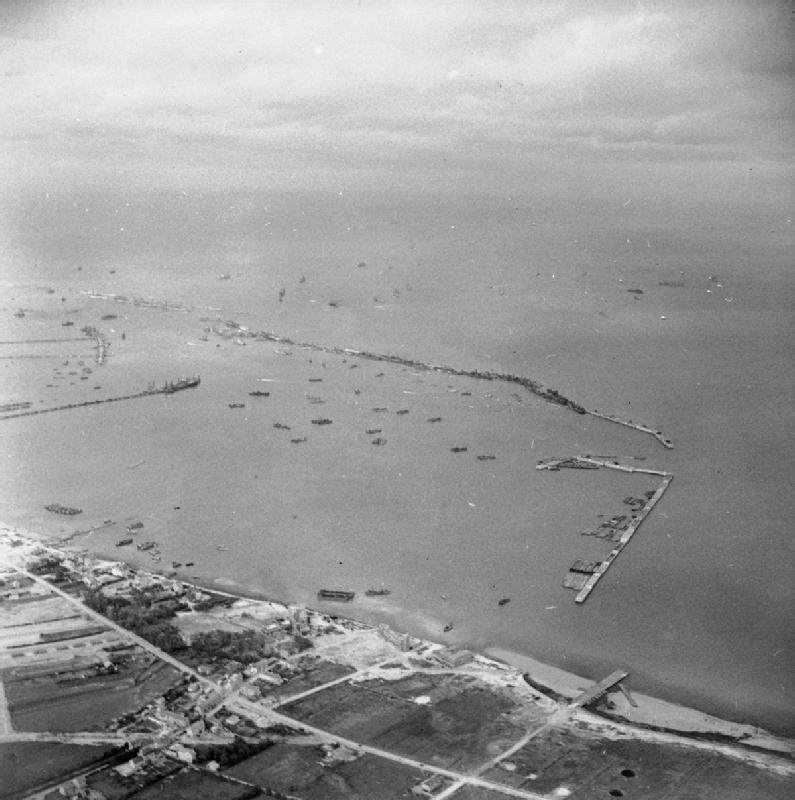
Sztuczny port Mulberry B w Arromanches. Widoczna linia statków i betonowych kesonów tworzących falochron. „Modlin” zatopiony był w okolicy centrum zdjęcia. Po lewej stronie pomosty wyładunkowe.

Z uwagi na nieprzydatność do służby, „Modlin” został w ramach porozumienia międzyalianckiego wytypowany przez polskie władze do zatopienia u brzegów Normandii jako element falochronu sztucznego portu inwazyjnego Mulberry B (Goosberry 3) przy plaży Gold w Arromanches, wśród 25 statków amerykańskich i 31 statków oraz 4 okrętów brytyjskich i innych flot sojuszniczych. 29 lutego 1944 roku przekazano statek w tym celu brytyjskiemu Biuru Transportu Morskiego (Sea Transport Office). Usunięto z niego wyposażenie i część konstrukcji wewnętrznej. Dowództwo znowu objął kpt. Gawęcki. 7 czerwca 1944 roku „Modlin” zakotwiczył u brzegów Normandii, gdzie 8 czerwca został samozatopiony w wyznaczonym miejscu, osiadając na dnie, bez zalania pokładu. Mimo że statek formalnie był już własnością brytyjską, zdecydowano pozostawić na wraku polską banderę. W 1946 roku wrak został podniesiony i następnie pocięty na złom w Anglii.